# Masahiko Takahashi
Masahiko Takahashi ist ein ehemaliger japanischer Skispringer.
Takahashi gab sein Debüt im Skisprung-Weltcup am 30. Dezember 1983 zum Auftakt der Vierschanzentournee 1983/84 in Oberstdorf. Jedoch konnte er bei der Tournee keine Erfolge erzielen. Ein Jahr später sprang er auf der Normalschanze in Sapporo sein letztes Springen im Weltcup. Dabei konnte er mit Platz 14 insgesamt zwei Weltcup-Punkte gewinnen und stand mit diesen Punkten am Ende der Saison auf dem 75. Platz in der Weltcup-Gesamtwertung.